# Martensopoda transversa
Espèce
Martensopoda transversa est une espèce d'araignées aranéomorphes de la famille des Sparassidae.

## Distribution
Cette espèce est endémique du Kerala en Inde. Elle se rencontre dans les monts des Cardamomes.

## Description
La carapace du mâle holotype mesure 2,1 mm sur 2,6 mm et l'abdomen 2,6 mm sur 1,7 mm.

## Publication originale
- Jäger, 2006 : Martensopoda gen. nov. from southern Indian mountain ranges, the first genus of huntsman spiders with a cymbial spur (Araneae: Sparassidae: Heteropodinae). Zootaxa, no 1325, p. 335-345.